# Букачёв, Александр Игоревич
Алекса́ндр И́горевич Букачёв (род. 7 марта 1996, Омск) — российский футболист. Выступает на позиции защитника.

## Карьера
Воспитанник СДЮСШОР «Динамо» (Омск).
В 2013 году перешёл в футбольный клуб «Томь». В сезоне 2013/14 выступал за молодёжный состав томского клуба. На сезон 2014/15 был заявлен за фарм-клуб команды — «Томь-2», выступавший в первенстве ПФЛ. В том сезоне он провёл за команду 13 матчей. Сезон 2015/16 также провёл в «Томи-2», где принял участие в 15 играх.
Сезон 2016/17 начал в молодёжном составе «Томи», однако зимой был переведён в основной состав команды после того как из-за финансовых проблем клуб покинуло большое количество футболистов. 3 марта 2017 года в матче против «Ростова» дебютировал в РФПЛ.
Летом 2017 года вернулся в Омск и подписал контракт с «Иртышом».

## Статистика

### Клубная
| Выступление      | Выступление      | Выступление      | Лига | Лига | Кубки | Кубки | Еврокубки | Еврокубки | Прочие | Прочие | Итого | Итого |
| Клуб             | Лига             | Сезон            | Игры | Голы | Игры  | Голы  | Игры      | Голы      | Игры   | Голы   | Игры  | Голы  |
| ---------------- | ---------------- | ---------------- | ---- | ---- | ----- | ----- | --------- | --------- | ------ | ------ | ----- | ----- |
| Томь-2           | ПФЛ              | 2014/15          | 13   | 0    | 0     | 0     | 0         | 0         | 0      | 0      | 13    | 0     |
| Томь-2           | ПФЛ              | 2015/16          | 15   | 0    | 0     | 0     | 0         | 0         | 0      | 0      | 15    | 0     |
| Томь-2           | Итого            | Итого            | 28   | 0    | 0     | 0     | 0         | 0         | 0      | 0      | 28    | 0     |
| Томь             | Премьер-лига     | 2016/17          | 7    | 0    | 0     | 0     | 0         | 0         | 0      | 0      | 7     | 0     |
| Томь             | Итого            | Итого            | 7    | 0    | 0     | 0     | 0         | 0         | 0      | 0      | 7     | 0     |
| Иртыш            | ПФЛ              | 2017/18          | 15   | 0    | 1     | 0     | 0         | 0         | 0      | 0      | 16    | 0     |
| Иртыш            | ПФЛ              | 2018/19          | 3    | 0    | 1     | 0     | 0         | 0         | 0      | 0      | 4     | 0     |
| Иртыш            | Итого            | Итого            | 18   | 0    | 2     | 0     | 0         | 0         | 0      | 0      | 20    | 0     |
| Всего за карьеру | Всего за карьеру | Всего за карьеру | 56   | 0    | 2     | 0     | 0         | 0         | 0      | 0      | 58    | 0     |